# レオン (スパルタ王)
レオン（古希: Λέων、古代ギリシア語ラテン翻字: Leon、在位：紀元前590年-紀元前560年）はアギス朝のスパルタ王である。
レオンは先王エウリュクラティデスの子であり、次代の王アナクサンドリデスの父である。レオンの時代、スパルタは他の戦争では勝利を得たが、エウリュクラティデスの時代から続いていたテゲアとの戦争では苦戦を強いられていた。この戦争はアナクサンドリデスの時代になってようやく優位に立てた。

## 註
1. ↑  ヘロドトス, VII. 204
2. ↑  ibid, I. 65
3. ↑  パウサニアス, III. 3. 5